# Idrsko
Idrsko este o localitate din comuna Kobarid, Slovenia, cu o populație de 355 de locuitori.